# Anton Galeazzo Bentivoglio
Pour les articles homonymes, voir Bentivoglio (homonymie).
Anton (ou Antonio) Galeazzo Bentivoglio (Bologne, v. 1385 – Bologne, 23 décembre 1437) est un militaire et un condottiere italien de la fin du  XIVe et du début du  XVe siècle, seigneur de Bologne.

## Biographie
Anton Galeazzo Bentivoglio est le fils de Giovanni Ier, premier de la famille Bentivoglio à commander la ville de Bologne, de mars 1401 à juin 1402,. À la mort de son père, il est accueilli par la famille Malvezzi à Castel Guelfo.
Après la domination des Visconti, Bologne était une commune gouvernée par une oligarchie sénatoriale formée par les familles plus importantes de la ville. 
Antonio étudie le droit dans la prestigieuse université de la ville. Avec son frère Ercole et sa sœur Giovanna, au caractère bien trempé, mariée à Gaspare Malvezzi, un parent du condottiere Ludovico Malvezzi, il mène la lutte contre le légat pontifical qui ne cède pas et obtient la capture de Gaspare. En janvier, Anton Galeazzo Bentivoglio organise une révolte populaire qui chasse de la ville les fonctionnaires pontificaux afin de rétablir l'ancienne forme de gouvernement. Élu aussitôt parmi les dirigeants et en 1418 parmi les réformateurs, il exerce une grande influence sur la politique de la ville. En janvier 1420, il prend par un « coup de main » le pouvoir. Néanmoins, l'« interdit » lancé par le pape Martin V et l'arrivée des troupes pontificales sous le commandement de Braccio da Montone l'incitent à se réfugier à Florence. En échange d'une mise en place des institutions communales et d'un appui militaire auprès des papes, il se réconcilie avec le pape et se met à son service. 
La lutte contre les ennemis des Bentivoglio menée par la famille Canetoli reprend de plus belle. Après 1420, les adversaires sont chassés de Bologne. Le pape veut toutefois dominer la ville et intervient. Après avoir offert le fief de Castel Bolognese, il réclame le départ des Bentivoglio qui se réfugient dans le château avec un groupe d'exilés vindicatifs, prêts à faire valoir leurs droits sur la ville. Ils créent une condotta grâce aux sommes provenant de pillages, d'une attaque contre Imola  et de rançons. Pour gagner de l'argent, Anton Galeazzo se met au service de Pandolfo Malatesta qui défend Brescia menacée. Recherchant une alliance, il épouse une fille du clan Gozzadini, famille bien implantée en ville et dans la campagne environnante. Un accord est alors conclu avec le pape qui accepte de reconnaitre son autorité sur la ville et l'autorise à porter le titre de comte. 
Son fidèle cousin Gasparre Malvezzi devient gouverneur pontifical d'Ascoli et lui-même obtient le titre de vicaire d'Imola. Fin1435, il retourne à Bologne. Mais le légat pontifical Daniele da Treviso, inquiet de l'accueil chaleureux des citadins en sa faveur, le fait assassiner. Loin de se laisser impressionner, il le convie à une messe et , à la sortie, réclame l'arrestation des imprudents bannis. Anton Galeazzo est aussitôt décapité sur le parvis face à la foule.
D'abord enterré dans l'église San Cristoforo del Balladuro, son corps est par la suite déposé dans le sarcophage, œuvre de Jacopo della Quercia (1435) dans l'église San Giacomo Maggiore de Bologne.
Anton Galeazzo est représenté sur le retable de Francesco Francia, agenouillé près de la Vierge et portant la croix sur son habit.
Son fils naturel, Annibale Ier Bentivoglio, lui succède à la tête de la ville de Bologne après l'avoir reconquise.